# Kennan
Kennan é uma vila localizada no estado norte-americano de Wisconsin, no Condado de Price.

## Demografia
Segundo o censo norte-americano de 2000, a sua população era de 171 habitantes.
Em 2006, foi estimada uma população de 151, um decréscimo de 20 (-11.7%).

## Geografia
De acordo com o United States Census Bureau tem uma área de
5,1 km², dos quais 5,1 km² cobertos por terra e 0,0 km² cobertos por água. Kennan localiza-se a aproximadamente 460 m acima do nível do mar.

## Localidades na vizinhança
O diagrama seguinte representa as localidades num raio de 24 km ao redor de Kennan.